# Elección de gobernador regional de Coquimbo de 2021
La elección de gobernador regional de Coquimbo de 2021 se realizó el 15 y 16 de mayo de 2021, así como en todo Chile, para elegir a los responsables de la administración a nivel regional.

## Sistema electoral
El gobernador regional es elegido por sufragio universal, en un sistema de segunda vuelta. El margen para resultar electo en la primera ronda de votación es un 40% de los votos válidamente emitidos. Si ninguna candidatura logra el 40% de los votos válidamente emitidos, hay una segunda vuelta entre las dos más votadas.
Dura cuatro años en el ejercicio de sus funciones y puede ser reelegido como máximo en una ocasión.

## Resultados

### Primera vuelta
Con el 100 % de los votos escrutados.
|  | 27,30 % |

|  | 26,10 % |

|  | 25,40 % |

|  | 21,20 % |

|  | 94,46 % |

|  | 1,92 % |

|  | 3,44 % |

|  | 100 % |

|  | 41,27 % |

### Segunda vuelta
|  | 61,96 % |

|  | 38,04 % |

|  | 98,98 % |

|  | 0,69 % |

|  | 0,32 % |

|  | 100 % |

|  | 17,40 % |